# Château royal du Vivier
Het Château royal du Vivier is een kasteel in de Franse gemeente Fontenay-Trésigny. Het kasteel is een beschermd historisch monument sinds 1996.